# Georg Habsburg-Lothringen

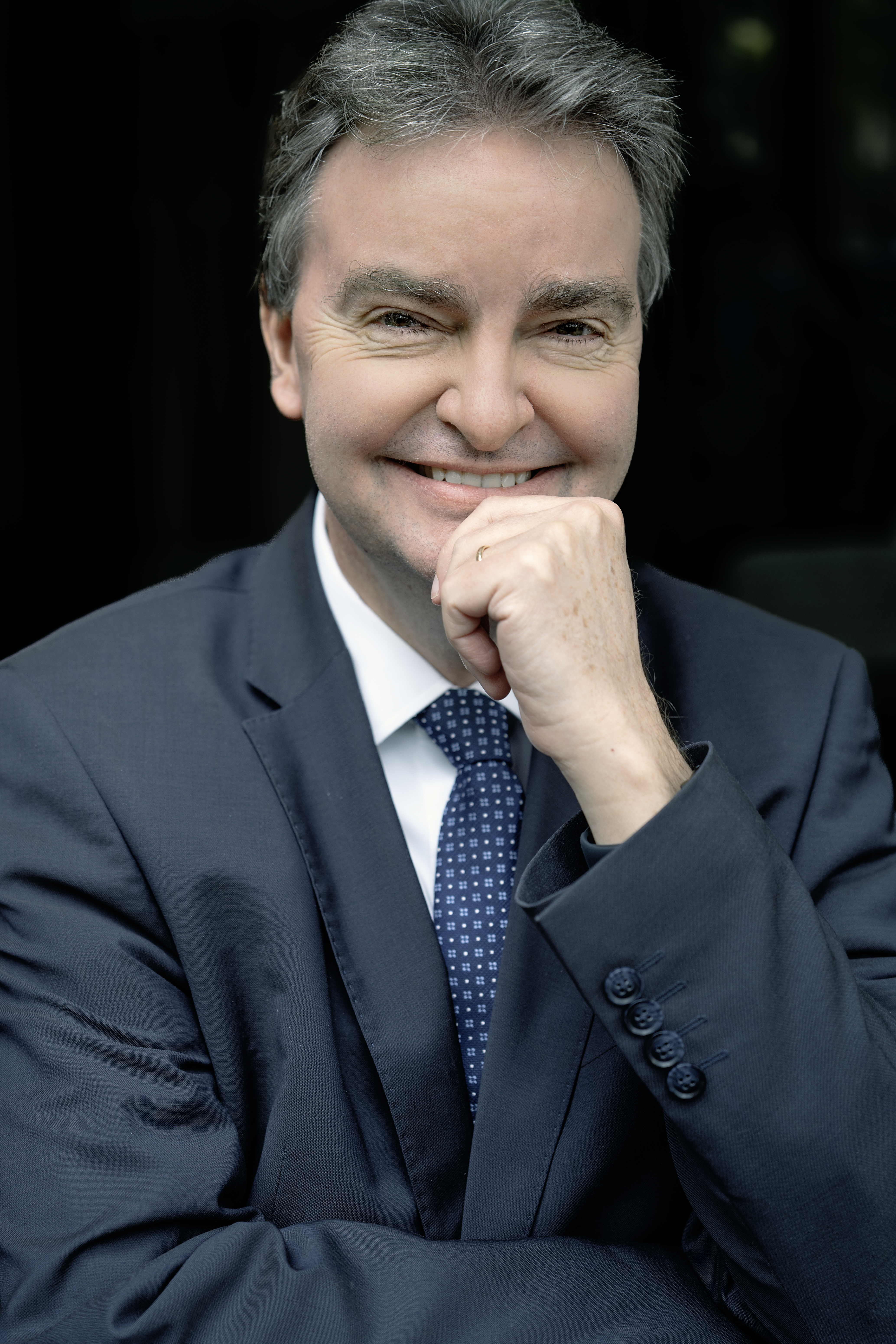
Georg Habsburg-Lothringen (2024)

Georg Habsburg-Lothringen (ungarisch Habsburg György, in Deutschland, Ungarn und medial auch (Paul) Georg von Habsburg; * 16. Dezember 1964 in Starnberg als Paul Georg Maria Joseph Dominikus Habsburg-Lothringen) ist Diplomat für die Republik Ungarn und Manager in der Medienbranche. Ab 16. Dezember 1996 war er als Sonderbotschafter Ungarns für die EU-Verhandlungen tätig, seit 2020 ist er Botschafter Ungarns in Frankreich. Von 2004 bis 2012 war er Präsident des Ungarischen Roten Kreuzes.

## Leben

### Herkunft und Karriere
(Paul) Georg Habsburg-Lothringen ist der jüngste Sohn von Otto und Regina Habsburg-Lothringen (von Habsburg). Er wuchs in Bayern auf, wo die Familie seit 1954 in Pöcking am Starnberger See die Villa Austria bewohnte. Nach seinem Abitur 1984 in Tutzing studierte er von 1984 bis 1993 Rechtswissenschaft, Politikwissenschaft, Geschichtswissenschaft und Islamistik in Innsbruck, Madrid und München. Władysław Bartoszewski bezeichnete seinen ehemaligen Studenten im Rückblick als „eher rechtskonservativ gesinnt“. Neben seinem Studium war er 1987/88 Mitarbeiter beim ZDF für Zeitgeschichte und leitete von 1990 bis 1992 eine TV-Produktionsfirma.
Seit 1993 lebt Georg Habsburg-Lothringen in Sóskút bei Budapest, wo er ab 1995 leitende Funktionen in Fernsehproduktionsfirmen und TV-Anstalten übernahm. Ende 1996 wurde er Sonderbotschafter Ungarns und setzte sich für die 2004 erfolgte Aufnahme des Landes in die Europäische Union ein. Von 2004 bis 2012 war er Präsident des Ungarischen Roten Kreuzes.
Bei der Europawahl 2009 zum Europäischen Parlament kandidierte er auf der Liste des Magyar Demokrata Fórum (MDF). Das moderat-konservative „Ungarische Demokratische Forum“ erreichte mit einem Ergebnis von 5,3 % jedoch nur ein Mandat, das nicht an Georg Habsburg-Lothringen fiel.
Anders als Otto Habsburg-Lothringen, der einen Vollbeitritt der Türkei zur EU gänzlich ablehnte und eine „privilegierte Partnerschaft“ bevorzugte, versicherte Sohn Georg der Türkei im Jahr 2009, wenn sie aus seiner Schätzung in 10 bis 15 Jahren die Beitrittskriterien erfülle, seine Unterstützung. Er spricht sechs Sprachen, darunter die Muttersprache Deutsch und Ungarisch.
Im Dezember 2020 wurde er zum Botschafter Ungarns in Frankreich ernannt.

### Familie
1995 lernte der Katholik bei einer Bergwanderung im Allgäu die Protestantin Eilika Herzogin von Oldenburg (* 22. August 1972 in Bad Segeberg) kennen. Das Paar verlobte sich im Februar 1997 und heiratete am 18. Oktober 1997 in der St. Stephans-Basilika von Budapest. Das Paar hat drei Kinder, Sophia, Ildikó und Karl-Konstantin.
An dem von den Medien als „Traumhochzeit“ bezeichneten Ereignis nahmen der ungarische Staatspräsident Árpád Göncz und der Ministerpräsident Gyula Horn teil. Árpád (v.) Klimó sieht darin in einem Aufsatz zur ungarischen Vergangenheitsbewältigung ein „konkreter[es]“ Zeichen dafür, „dass in Ungarn keine Aufarbeitung, sondern eher eine Auslöschung der Periode von 1945-89 statt[finden]“ würde, wo nun die „Heilige Stephanskrone“ „nun wieder, wie zur Horthyzeit das ungarische Staatswappen [ziert]“ „und man […] von einer sehr oberflächlichen Rechristianisierung und Remonarchisierung der staatlichen Symbole sprechen“ könne.
Georg Habsburg steht hinter seinem Bruder Karl Habsburg-Lothringen und dessen Sohn Ferdinand an dritter Stelle in der familieninternen Rangordnung.

### Staatsbürgerschaften und Name
(Paul) Georg Habsburg-Lothringen ist von Geburt österreichischer Staatsbürger. 1991 erhielt er die ungarische Staatsbürgerschaft. Die Frage in einem Interview der Budapester Zeitung im März 2009: „Im Gegensatz zu Ihrem Vater scheinen Sie den Namenszusatz ‚von‘ eher selten zu tragen. Warum?“ beantwortete er mit:

„Ich selbst verwende das ‚von‘ überhaupt nicht. Es kommt auch in meinen beiden Pässen, dem österreichischen und dem ungarischen, nicht vor. Eigentlich brauche ich als ein Habsburg auch kein ‚von‘. Wer mit Habsburg nichts anfangen kann, kann auch mit einem ‚von‘ nichts anfangen. Immer wieder werde ich aber von anderen Leuten mit ‚von Habsburg‘ angesprochen oder bei Veranstaltungen so angekündigt. Natürlich verbessere ich dann die Leute nicht oder streiche das ‚von‘ weg. Schließlich ist es der historische Name.“

Nach den historischen Traditionen wird Georg Habsburg-Lothringen medial und gesellschaftlich oft auch als Erzherzog bezeichnet.

### Zugehörigkeiten und Ehrenämter
- Seit 1987: Ritter des Ordens vom Goldenen Vlies.
- Seit Dezember 2004 ist er Präsident des Ungarischen Roten Kreuzes.
- Protektor für Ungarn des St. Georgs-Orden - Ein europäischer Orden des Hauses Habsburg-Lothringen
- Ehrenvorsitzender der Tüke-Stiftung.[18]
- Präsident des Freundeskreises – Österreichische Gesellschaft vom Heiligen Land[19]